# Vit puckelmätare
Vit puckelmätare (Lithostege farinata) är en fjärilsart som beskrevs av Hüfnagel 1767. Vit puckelmätare ingår i släktet Lithostege och familjen mätare. Enligt den svenska rödlistan är arten nationellt utdöd i Sverige. Arten förekommer tillfälligtvis i Götaland. Arten har tidigare förekommit på Öland men är numera lokalt utdöd. Artens livsmiljö är jordbrukslandskap, stadsmiljö. Inga underarter finns listade i Catalogue of Life.

## Bildgalleri

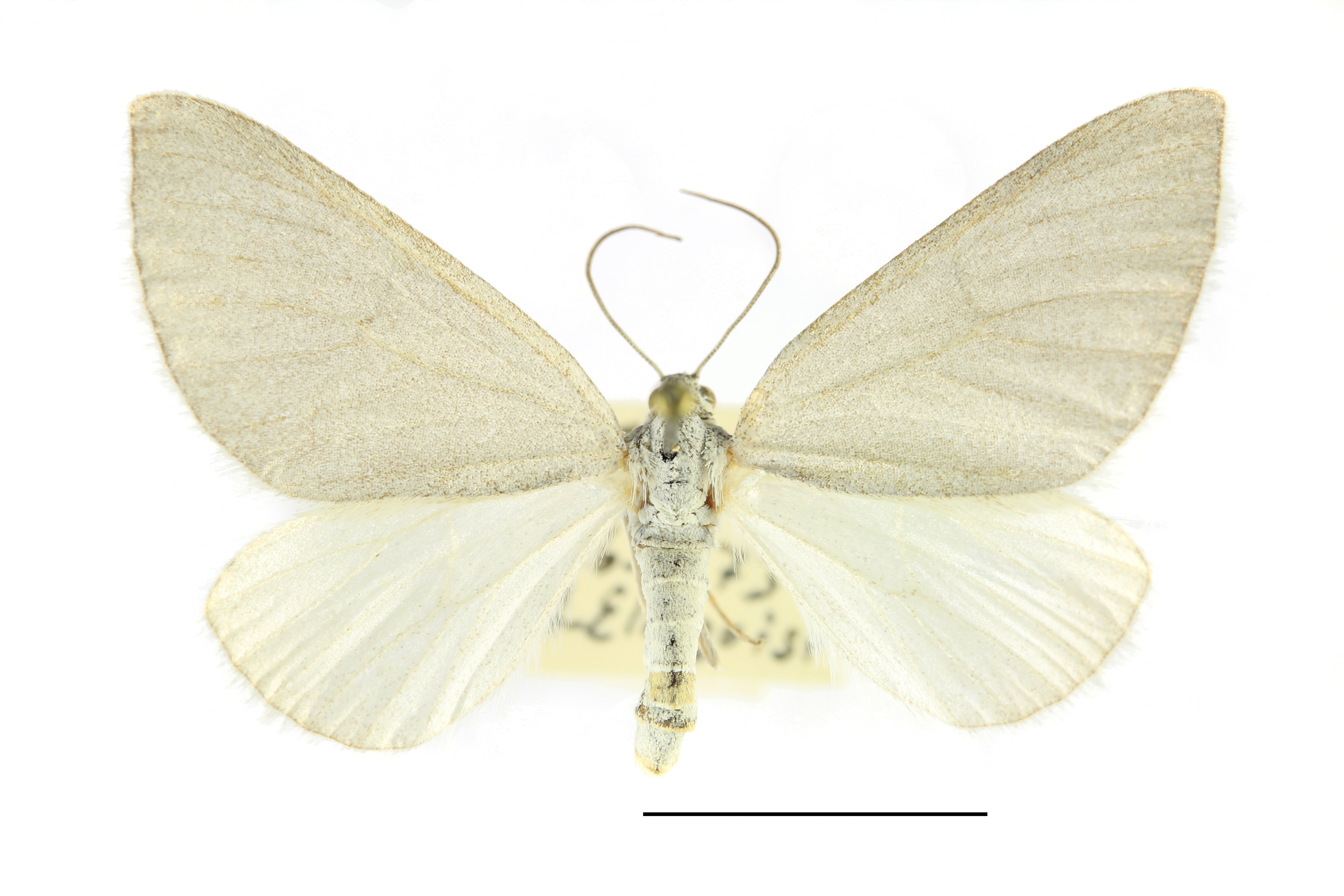